# E Nomine
E Nomine (от лат. «In nomine» — «Во имя») — электронный музыкальный проект из Германии. E Nomine объединяет католические молитвы и песнопения с современной электронной музыкой.

## История
Проект был создан Кристианом Веллером и Фридрихом Гранером, композиторами и продюсерами в области электронной музыки. По примеру проектов Enigma и Era, они совместили грегорианские хоры с электронной музыкой. От своих аналогов по жанру E Nomine отличалось более жесткой и ритмичной электронной основой. Тексты читаются актёрами дубляжа фильмов, такими как Кристиан Брюкнер, Отто Меллис, Фрэнк Глаубрехт, Мартин Кесслер, Йоахим Керцель. Эти тексты представляют собой религиозные рассуждения и цитаты из Библии.
Дебютный альбом Das Testament, изданный на лейбле Polydor в 1999 году, имел большой успех. Сингл с него на трек Vater Unser (Отче наш) достиг четвёртого места в хит-параде в Германии и первого — в Австрии. Второй альбом Finsternis был выпущен в 2002 году. Он был продан в количестве 160 тыс. экземпляров и достиг третьего места в чартах. В альбом были включены видеоклипы на композиции и комментарии к ним, озвученные менеджером группы Сенадом Гиччиком. Затем E Nomine перешли на Universal Records и выпустили третий альбом die Prophezeiung, а затем сборник das Beste aus… Gottes Beitrag und Teufels Werk.
После выхода сингла das Böse в 2005 году, E Nomine фактически прекратили какую-либо деятельность, хотя официально о распаде так и не было объявлено. В 2008 году Кристиан Веллер объявил, что проект E Nomine по-прежнему существует и работает над новым материалом. Был записан сингл Heilig, но из-за проблем с изданием материал с него распространяется только через интернет.

## Дискография

### Альбомы
- Das Testament — 1999 (PolyGram Records)
- Finsternis — 2002 (PolyGram Records)
- Die Prophezeiung — 2003 (Polydor Records)
- Das Beste aus… Gottes Beitrag und Teufels Werk — 2004 (Universal Records)
- Das Dunkle Element — (2008) (бутлег)

Также выходили:
- Finsternis (Limited Edition) — 2002
- Das Testament (Digitally Remastered) — 2002
- Das Testament (Bonus Disk) — 2003
- Die Prophezeiung (Re-release) — 2003
- Die Prophezeiung (Klassik Edition) — 2003
- Das Beste aus… Gottes Beitrag und Teufels Werk (Limited Edition) — 2004

### Синглы
- Vater Unser — 1999
- E Nomine (Denn sie wissen nicht was sie tun) — 2000
- Mitternacht — 2001
- Das Tier in mir (Wolfen) — 2002
- Deine Welt — 2003
- Das Omen im Kreis des Bösen — 2003
- Schwarze Sonne — 2003
- Vater Unser Part II (Psalm 23) — 2004
- Das Böse — 2005
- Heilig — 2008

### Клипы
- Vater Unser
- E Nomine (Denn Sie Wissen Nicht Was Sie Tun)
- Mitternacht
- Das Tier In Mir (Wolfen)
- Deine Welt
- Das Omen Im Kreis Des Bösen
- Schwarze Sonne